# Menuchenet
Menuchenet est un lieu-dit sis à huit kilomètres au nord de la ville belge de Bouillon (dont il fait administrativement partie), dans la province de Luxembourg (Région wallonne).
Le lieu-dit est surtout connu comme carrefour de Menuchenet. Situé à la sortie de la vallée de la Semois il est traversé par une importante route, la RN 89 qui va de Bouillon à Libramont. Trois autres routes y aboutissent, venant respectivement de Vresse-sur-Semois (RN 819), de Beauraing (RN 95) et de Paliseul et Maissin (RN 899).
Réputé dangereux, le carrefour a été réaménagé de telle sorte que la RN 89, au trafic routier important, le contourne par l’est. De cinq bras qu’il avait, Menuchenet a été réduit à un quatre-bras.